# Retable de Montbéliard

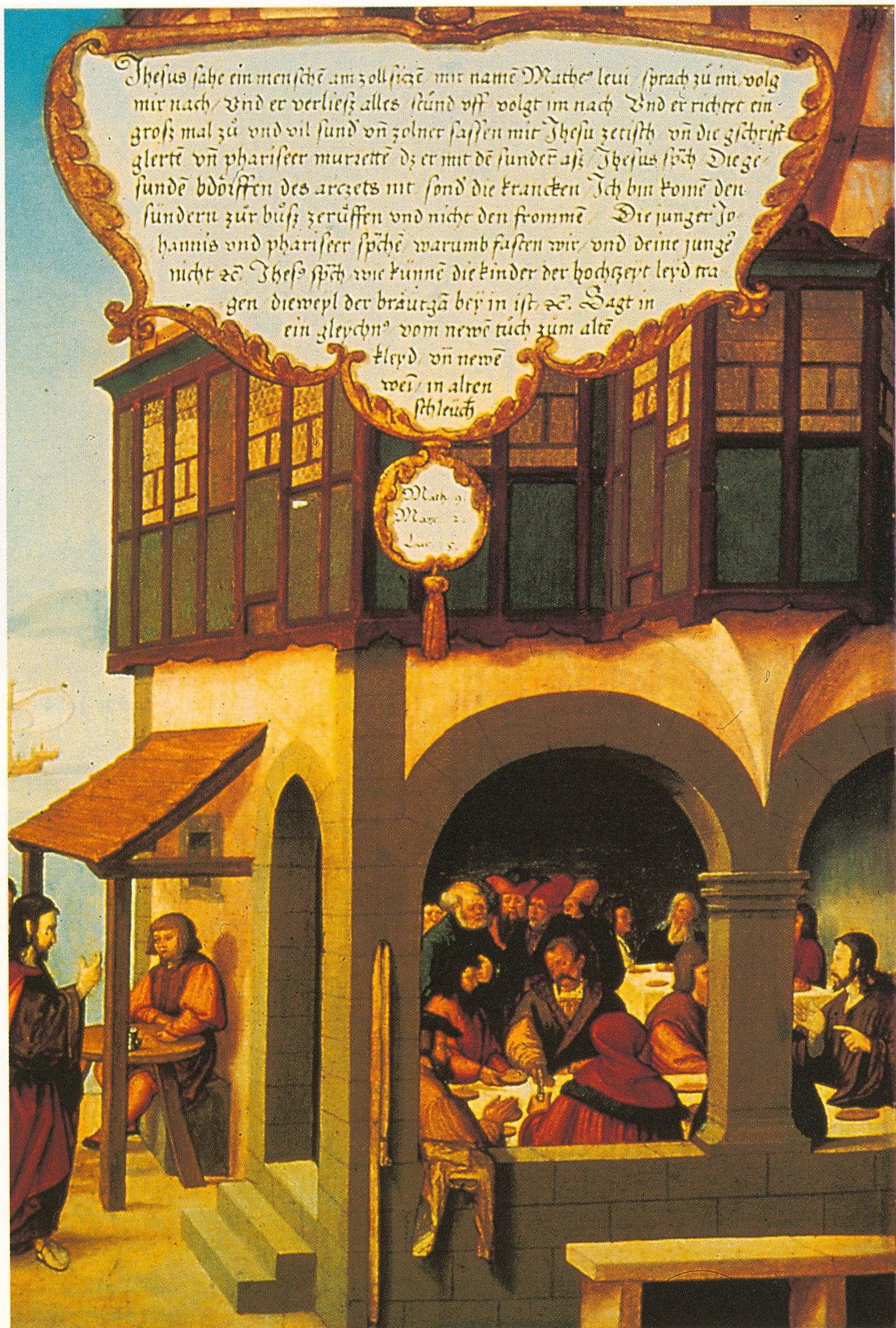
Détail du retable : la vocation de Matthieu.

Le Retable de Montbéliard (Mömpelgarder Altar, en allemand) est un retable protestant commandé en 1538 par le comte Georges Ier de Wurtemberg-Montbéliard et réalisé notamment par l'artisan allemand Heinrich Füllmaurer. Il retrace la vie de Jésus sur 157 panneaux dont un central, accompagné de cartouches qui résument les Évangiles dans un dialecte allemand facilement compréhensible, dans la lignée des retables protestants.
Exposé initialement dans la chapelle familiale du Château de Montbéliard, il a été rapatrié à la mort du comte Georges par son fils, Frédéric Ier de Wurtemberg, à Stuttgart en Allemagne. Lors de la Guerre de Trente Ans, l'armée des Habsbourg pille la région et emporte le retable jusqu'à Graz en Autriche, puis à Vienne, où il se trouve conservé. Il est actuellement exposé au Musée d'histoire de l'art de Vienne.
À l'initiative de la Société d'Émulation de Montbéliard, ce musée a cédé les droits afin de permettre la réalisation d'une copie, par des artisans francs-comtois et alsaciens. En juin 2016, cette copie a été accueillie en grande pompe au temple Saint-Martin de Montbéliard.